# Arachosien

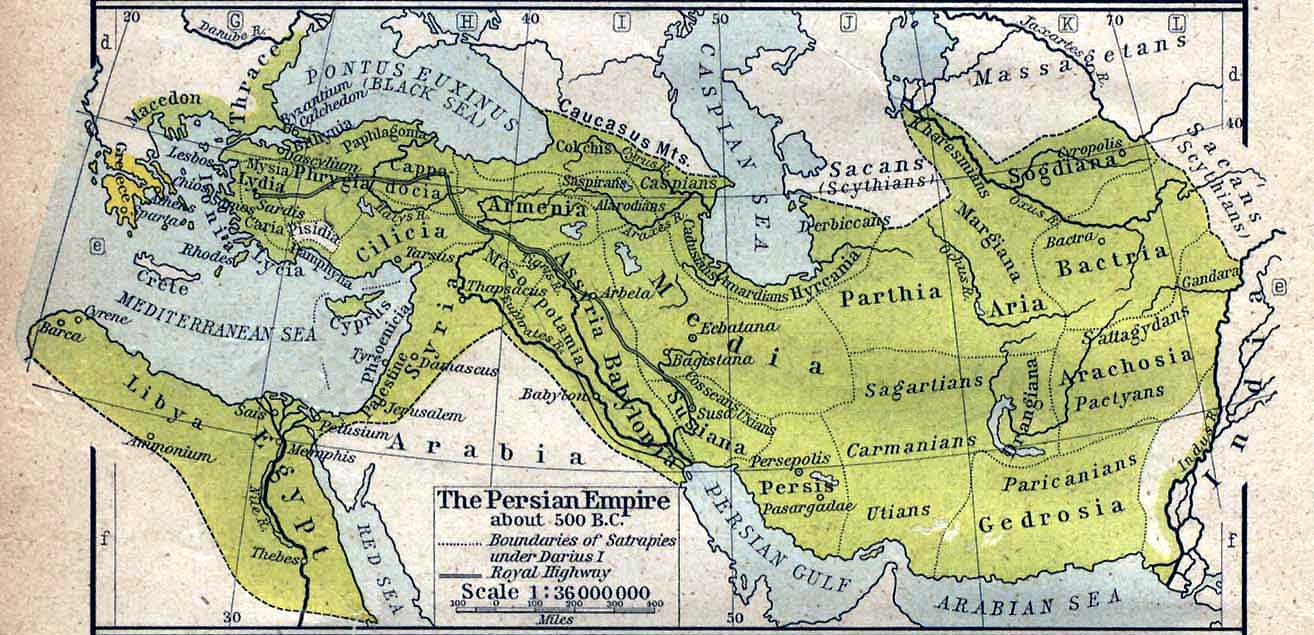
Arachosien als Satrapie im Achämenidenreich um 500 v. Chr.

Ungefähre Ausdehnung von Arachosien, ca. 300 v. Chr., im Hintergrund die modernen Staatengrenzen

Arachosien war ein historisches Gebiet und eine Provinz im Südosten des antiken Perserreichs und anderer antiker Reiche. Arachosien lag im Süden des heutigen Afghanistans. Im Zentrum Arachosiens wurde von Alexander dem Großen die Stadt Kandahar gegründet.

## Name
Das antike Gebiet wird im avestischen Vendidâd als Haraxvaitī (das -axᵛa- ist nicht-avestischer Herkunft) und im vedischen Sanskrit als Sarasvatī (Bedeutung: reich an Teichen) bezeichnet und war damit ein mythischer Weltfluss vergleichbar mit Anahita. In der Behistun-Inschrift wird Arachosien auf altpersisch als Harauvatiya und Harahuvatiš bezeichnet und mit einer Revolte gegen seinen Großherrn Dareios I. in Zusammenhang gebracht. In der elamischen Sprache wird die Region als Ha(r)-ra-u-ma-ti-iš, Ha(r)-ru-ma-ti-iš, hyrwty und ähnlich wiedergegeben, in der aramäischen Sprache als Haraxvatī sowie in babylonisch als KUR a-ru-ha-at-ti und a-ru-hat.
Unter Arachosia (latinisierte Form des griechischen Arachōsíā) wurde das Gebiet erst bekannt, nachdem Alexander der Große das persische Achämenidenreich erobert hatte und sich auch in diesem Gebiet Griechen ansiedelten. Bei Claudius Ptolemäus und Strabon ist neben vielen anderen Städten auch den Namen einer Hauptstadt und eines Flusses überliefert, die beide Arachotus genannt wurden. Der Fluss ist mit dem Arghandāb zu identifizieren.
Die Araber und andere westliche Historiker und Geografen benutzten die Bezeichnungen Arokhaj, Rokhaj, Al-rokhaj, Roh Kaj oder kurz Roh für ganz Arachosien.

## Lage
Arachosien war ein Gebiet, welches sich auf dem Boden des heutigen Süden Afghanistans am Arghandāb befand; der Einfluss der Region reichte womöglich sogar teilweise bis zum Indusfluss. Eine genaue Verortung seiner Grenzen ist bis heute nicht möglich. Nach Überlieferungen einiger griechischen Chronisten und Historiker waren Arachosiens Nachbarländer im Westen Drangiana, Sattagidien und Maka, im Süden Gedrosien, im Norden Gandhara, womöglich auch Baktrien, wobei es keine Beweise gibt, dass das Kabultal zu Baktrien gehörte trotz der extrem ähnlichen Kultur und Sprache, und im Osten Sindhu (das heutige Sindh). Die größte Stadt der Region ist bis heute Kandahar (Iskandar – Alexander), das von Alexander dem Großen als Alexandria in Arachosien gegründet wurde. Von Claudius Ptolemäus weiß man, dass die Griechen noch weitere Städte in Arachosien erbauen ließen.
Isidoros von Charax wird oft zitiert, weil er Arachosien im 1. Jahrhundert v. Chr. beschrieb. Er erwähnte die griechische Bevölkerung und Städte, die wohl aus der Zeit der Gräko-Baktrer und Indo-Griechen stammen. Aber auch bereits der indische Herrscher Ashoka hinterließ schon früher bei Kandahar zwei seiner Edikte in griechischer bzw. bilingual in griechischer und aramäischer Sprache.

## Bewohner
In Arachosien waren in der Antike viele Ethnien beheimatet, darunter iranische sowie nicht-iranische Völker. Die bedeutendste Ethnie waren die sogenannten Eoritae/Arattas/Aroras, auch Arokha oder auch Roh genannt. Daneben gab es noch die Ethnien der Rhoplutäer, der Sidris/Satris und der sogenannten Parsaetäer. Überraschenderweise kommen all diese Stämme in den Überlieferungen von Herodot nicht vor, genauso wenig der Name der Region als Arachosien oder die Bevölkerung als Arachosier, wahrscheinlich jedoch sind sie mit den Thaminäern (griechisch: Thaminaei) zu identifizieren, was darauf schließen lässt, dass es zwischen den Ethnien wohl Machtkämpfe gab und die alte Führungsschicht, die Thaminäer, durch eine neue, den Stamm der Arachosier, abgelöst wurden. Ein Hintergrund hierzu könnte der Alexanderzug gegen Persien und weitere vorherige Kriege gegen das Perserreich gewesen sein, wodurch im Osten das Perserreich stark ins Wanken kam und ein Machtvakuum entstand. Ein weiterer antiker und religiös bedeutender Stamm in Nordwestarachosien waren die vedasprechdenden Pakhas/Paktas/Pakat (Herodot nannte sie Paktyans), wohl die Vorfahren der heutigen dardischen Pashais, die unter anderem von Marco Polo und Babur dem Moghulkaiser erwähnt und als bedeutende Hindubevölkerung Chorasans bezeichnet werden. Andere Völker waren die iranischen Ormuren und andere einst weit verbreitete Völker wie die Gawars, die heute nur noch Minderheiten sind.
Heute lebt nur noch ein kleiner Teil der ursprünglichen Bevölkerung Arachosiens in der Region Kandahar und Umgebung, entweder weil sie nur noch sehr kleine Gruppen bilden oder weil sie mit dem Aufkommen des Islams und der Islamisierung ihre Gebiete verlassen haben. So verließen die ersten Eoritae Kandahar zwischen dem 8. und dem 10. Jahrhundert und flüchteten nach Indien, um den islamisierten Ghaznawiden und Persern zu entkommen, die zum Teil sich in ihren Gebieten ansiedelten, soweit nicht alle Hindus und Buddhisten islamisiert wurden.

## Geschichte
Der Norden und Nordwesten Arachosiens waren Teil des Medischen Reiches, bevor es 550 v. Chr. eine Satrapie des Achämenidenreiches wurde. Alexander der Große eroberte Arachosien während seiner Eroberung Persiens in den 320er Jahren v. Chr. und gründete dabei Kandahar. Die Region wurde später Teil des Seleukidenreiches und dann 305 v. Chr. zum Zwecke einer Allianz an das Maurya-Reich abgetreten. Die Shunga-Dynastie beseitigte die Mauryas 185 v. Chr., aber sie verloren kurz darauf Arachosien an das Griechisch-Baktrische Königreich. Wohl auch aus diesem Grund war Arachosien auch bis in die Partherzeit als „Weißes Indien“ (᾿Ινδικὴ λευκἠ) bekannt Mitte des 2. Jahrhunderts v. Chr. wurde es Teil des Indo-Griechischen Reiches.
Die Indo-Skythen vernichteten die meisten Herrschaften der Indo-Griechen Mitte des 1. Jahrhunderts v. Chr., verloren aber selber die Region im frühen 1. Jahrhundert n. Chr. an die Parther und Indo-Parther. Das Kuschanreich vertrieb später die Parther und herrschte hier, bis es 230 von den persischen Sassaniden besiegt wurde. Die Sassaniden setzten Vasallen bzw. Familienmitglieder ein, die als Kuschanschahs bekannt waren. Um 360 wurden die Kuschanschahs von den Chioniten unterworfen, die wiederum Ende des 4. Jahrhunderts von den Kidaritendynastie verdrängt wurden. Die Kidariten wurden um 470 durch die Hephthaliten ersetzt, die um 560 durch eine Allianz von Sassaniden und Kök-Türken besiegt wurden. Arachosien wurde Teil des überlebenden Kuschano-Hephtalitischen Reiches von Kapisa, dann Kabul, bevor es – von einheimischen Lokalfürsten mit dem Titel „Zunbil“ regiert – wiederholt von den muslimischen Arabern sowie den Saffariden, Tahiriden und Samaniden angegriffen und mehrfach auch erobert wurde. Um 870 wurden die Kuschano-Hephtaliten, die auch als Turki-Shahi-Dynastie bekannt waren, von den Hindu-Shahi ersetzt. Später, im frühen 11. Jahrhundert, fiel Arachosien an die Ghaznawiden.

## Religion
Bis zur Ankunft des Islam im 7. Jahrhundert waren große Teile Arachosiens zoroastrisch geprägt. Das Gebiet soll in der Entwicklung des Zoroastrismus eine sehr wichtige Rolle gespielt haben, so sei das Avesta erst durch Arachosien nach Persis gekommen sein, weshalb es auch von einigen als „zweites Vaterland des Zoroastrismus“ bezeichnet wird.